# Agrypon serpentinum
Agrypon serpentinum är en stekelart som beskrevs av Förster 1860. Agrypon serpentinum ingår i släktet Agrypon och familjen brokparasitsteklar. Inga underarter finns listade i Catalogue of Life.